# シオダマサユキ
シオダ マサユキ（1977年8月18日 - ）は、日本のシンガーソングライター。ピアニスト。身長175cm、体重 67kg。東京都出身。所属事務所は、パワーハウス A&R。

## 経歴
トランペッターの父、ジャズシンガーの母のもとに生まれる。小学校の時から独学で作曲、ピアノを始め、高校でバンド活動を開始。22歳の頃にソロに転向。2007年『恋人気分』でメジャー・デビュー。2009年に結婚、妻は作詞家の一凛。

## 人物
両親が音楽家という恵まれた音楽環境の中で育ちながらも、特別な音楽教育は受けていない。幼少頃の興味はもっぱらお笑い。親に薦められたピアノ教室を拒否するも 小学校5年生の時に中古レコード屋で偶然見つけた ビートルズの「Let it be」を聴き 音楽に目覚め、独学でピアノを弾き始める。
- モットーは「舞台で笑って、小唄で泣いて」
- 好きな本は、「ニュートンの林檎」
- 大のジブリ好き。

ライブでのパフォーマンスは、様々なスタイルがある。代表的なスタイルは以下の2パターン。
- ピアノ弾き語りスタイル/バンドスタイル（バンド名は SM倶楽部バンド ）

## ディスコグラフィー

### シングル
|                  | 発売日         | タイトル                                | 面 | 収録曲                   | 作詞            | 作曲            | 編曲           | レーベル                        | 規格品番   | オリコン最高位 |
| ---------------- | -------------- | --------------------------------------- | -- | ------------------------ | --------------- | --------------- | -------------- | ------------------------------- | ---------- | -------------- |
| インディーズ/1st | 2006年5月17日  | 色恋路線図                              | A  | 色恋路線図               |                 |                 |                | Motan Records                   | GXCA-5555  | -              |
| インディーズ/1st | 2006年5月17日  | 色恋路線図                              | B  | 君がくれた腕時計         |                 |                 |                | Motan Records                   | GXCA-5555  | -              |
| 1st              | 2007年11月28日 | 恋人気分                                | A  | 恋人気分                 | シオダ マサユキ | シオダ マサユキ | 田村直樹       | ウェーブマスター                | WWCA-31118 |                |
| 1st              | 2007年11月28日 | 恋人気分                                | B  | HAPPY BIRTHDAY           | シオダ マサユキ | シオダ マサユキ | 田村直樹       | ウェーブマスター                | WWCA-31118 |                |
| 2nd              | 2008年3月26日  | 楽観的結果論                            | A  | 楽観的結果論             | シオダ マサユキ | シオダ マサユキ | 田村直樹       | ウェーブマスター                | WWCA-31177 |                |
| 2nd              | 2008年3月26日  | 楽観的結果論                            | B  | ゆっくり歩こう           | シオダ マサユキ | シオダ マサユキ | SM倶楽部バンド | ウェーブマスター                | WWCA-31177 |                |
| 3rd              | 2009年3月4日   | Hotchkiss                               | 1  | Hotchkiss                | シオダ マサユキ | シオダ マサユキ | 田村直樹       | ウェーブマスター                | WWCA-31196 |                |
| 3rd              | 2009年3月4日   | Hotchkiss                               | 2  | 光る雲（Single mix）     | シオダ マサユキ | シオダ マサユキ | SM倶楽部バンド | ウェーブマスター                | WWCA-31196 |                |
| 3rd              | 2009年3月4日   | Hotchkiss                               | 3  | Capacity（Live version） | シオダ マサユキ | シオダ マサユキ | SM倶楽部バンド | ウェーブマスター                | WWCA-31196 |                |
| インディーズ/2nd | 2015年9月13日  | 君を守りたい c/w Paradise in Paris      | A  | 君を守りたい             | シオダ マサユキ | シオダ マサユキ |                | Haroko Records （自主レーベル） | HRKR-0913  |                |
| インディーズ/2nd | 2015年9月13日  | 君を守りたい c/w Paradise in Paris      | B  | Paradise in Paris        | シオダ マサユキ | シオダ マサユキ |                | Haroko Records （自主レーベル） | HRKR-0913  |                |
| インディーズ/3rd | 2017年8月26日  | 『STORY〜今日の日の歌〜』c/w『Goodbye』 | A  | STORY〜今日の日の歌〜    | シオダ マサユキ | シオダ マサユキ |                | Haroko Records （自主レーベル） | HRKR-0826  |                |
| インディーズ/3rd | 2017年8月26日  | 『STORY〜今日の日の歌〜』c/w『Goodbye』 | B  | Goodbye                  | シオダ マサユキ | シオダ マサユキ |                | Haroko Records （自主レーベル） | HRKR-0826  |                |

### アルバム
|                  | 発売日         | タイトル          | レーベル                        | 規格品番   |
| ---------------- | -------------- | ----------------- | ------------------------------- | ---------- |
| インディーズ/1st | 2006年5月31日  | Melodiholic       | Motan Records                   | GXCA-5556  |
| 1st              | 2008年5月7日   | SUPER MASTERPIECE | ウェーブマスター                | WWCA-31180 |
| 2nd              | 2009年8月5日   | SOUL MUSIC        | ウェーブマスター                | WWCA-31201 |
| インディーズ/2nd | 2013年11月17日 | SMooth            | Haroko Records （自主レーベル） | HRKR-1117  |
| インディーズ/3rd | 2016年12月11日 | Sweet and Mellow  | Haroko Records （自主レーベル） | HRKR-1211  |

### 限定配信
- 『Paraffin』　2008年12月24日～

### タイアップ曲
| 曲名         | タイアップ先                                                                | 収録CD       |
| ------------ | --------------------------------------------------------------------------- | ------------ |
| 楽観的結果論 | テレビ東京 モヤモヤさまぁ～ず2 エンディングテーマ（2008年2月～3月）         | 楽観的結果論 |
| 光る雲       | NTTドコモ東北支社 エリア拡大CM「FOMA、ひろがる。2008.夏」キャンペーンソング | Hotchkiss    |
| Hotchkiss    | テレビ東京 モヤモヤさまぁ～ず2 エンディングテーマ（2009年1月～3月）         | SOUL MUSIC   |

## 番組
- Inter FM『Up's Beat』2007年11月 マンスリーパーソナリティー

## 主なコンサート
- 『シオダマサユキ☆ワンマンショー～ポップンロールミュージック』

デビュー前から独自に開催しているワンマンライブ。
- SUPER MASTERPIECE LIVE in Tokyo～溜めて溜めて、濃い～の出します～』

2008年6月20日 アルバム発売記念ワンマン　渋谷duo MUSIC EXCHANGEにて開催。この公演で収録された「Capacity」 は3rd Single「Hotchkiss」にて発表された。